# Pragi
Pragi es una localidad del municipio de Põlva, en el condado de Põlva, Estonia, con una población censada en el año 2019 de 81 habitantes. 
Se encuentra ubicada en el centro del condado, cerca de los ríos Ora y Ahja, de la frontera con el condado de Tartu, y al suroeste del lago Peipus.